# Ніколя Бурбакі
Ніколя Бурбакі (фр. Nicolas Bourbaki) — колективний псевдонім групи французьких математиків (пізніше в неї ввійшли кілька іноземців), створеної в 1935 році.

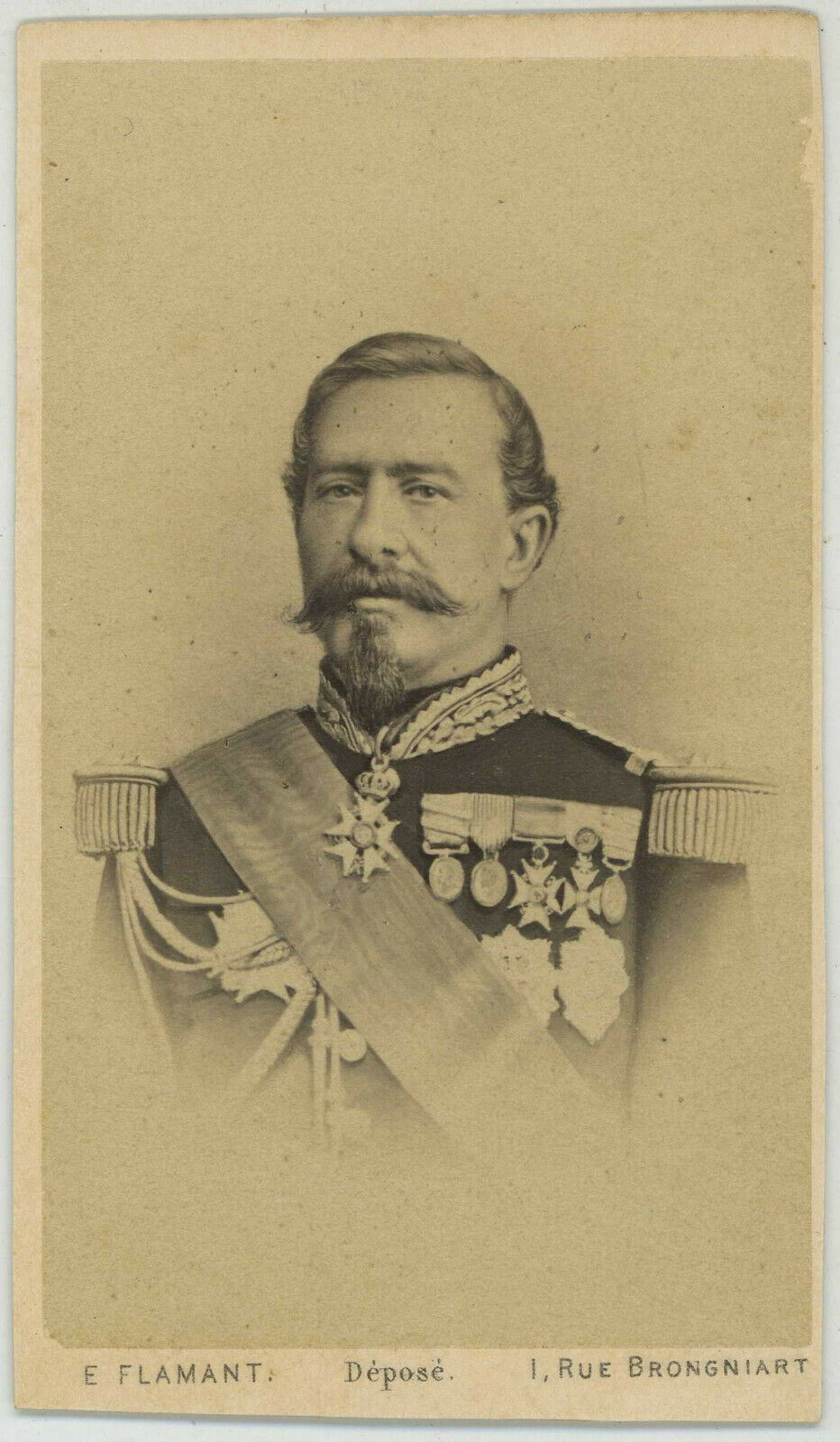
Шарль Дені Бурбакі, французький генерал, прізвище якого було взято як псевдонім

Метою групи було написання серії книг, що відбивають сучасний стан математики. Книги Бурбакі написані в строгій аксіоматичній манері й мають на меті дати замкнутий виклад математики на основі теорії множин Цермело-Френкеля (у доопрацюванні Бернайса і Геделя). На групу величезний вплив зробила німецька математична школа — Д. Гільберт, Г. Вейль, Дж. фон Нейман і особливо алгебраїсти Е. Нетер, Е. Артін і Б. Л. ван дер Варден.

## Склад групи
Засновниками групи, які брали участь у першій зустрічі, є:
- Анрі Картан (Henri Cartan),
- Клод Шевалле (Claude Chevalley),
- Жан Кулон (Jean Coulomb),
- Жан Дельсарт (Jean Delsarte),
- Жан Д'єдонне (Jean Dieudonné),
- Шарль Ересманн (Charles Ehresmann),
- Рене де Поссель (René de Possel),
- Шолем Мандельбройт (Szolem Mandelbrojt),
- Андре Вейль (André Weil).

Крім них, у першій зустрічі групи брали участь, але надалі не брали участі в її роботі, Жан Лере (Jean Leray) і Поль Дюбрейль (Paul Dubreil).
Крім уже названих, у роботі групи в різний час брали участь багато видатних математиків:
- Лоран Шварц (Laurent Schwartz) ,
- Жан-П'єр Серр (Jean-Pierre Serre) ,
- Александр Гротендік (Alexandre Grothendieck) ,
- Джон Тейт (John T. Tate),
- Самуель Ейленберг (Samuel Eilenberg),
- Серж Ленг (Serge Lang),
- П'єр Самюель (Pierre Samuel),
- Арман Борель (Armand Borel)

і інші.
Точний склад і чисельність групи завжди зберігалися в секреті.

## Історія групи
Група Бурбакі офіційно називається association des collaborateurs de Nicolas Bourbaki (асоціація співробітників Ніколя Бурбакі). Група була утворена випускниками університету «Вища нормальна школа» (École Normale Supérieure) на базі цього ж університету. Походження або робота багатьох членів групи була пов'язана з містом Нансі, тому псевдонімом стало прізвище відомого в цьому місті генерала Шарля-Дені Бурбакі, у значній мірі через грецьке походження останнього (натяк на давньогрецьку математику, особливо на «Начала Евкліда» Евкліда — трактат самих «Бурбакі» зветься «Засади математики». Місцем проживання Бурбакі було визначено місто «Нанкаго», тобто Нансі + Чикаго (У Чикаго працювали у воєнний і післявоєнний час багато учасників групи).
Однією з умов членства в групі був вік, що не перевищував 50 років. Могли виключити й раніше, якщо інші учасники вважали, що кандидат перестав творчо працювати. Для цього існувала спеціальна процедура, що мала назву «кокотизація». В основі такої назви лежить звичай одного з племен Полінезії визначати дієздатність своїх старіючих вождів — той мав залізти на пальму й зірвати кокосовий горіх. У Бурбакі кокотизація полягала в наступному: випробуваному описували якесь дуже складно обумовлене математичне поняття, причому саме поняття було вкрай примітивним, наприклад, число 0, множина цілих чисел і т.д. Якщо випробуваний не міг здогадатися про що мова, його вважали кокотизованим і він вибував із групи, хоча міг брати участь у її організаційних або комерційних заходах. Розквіт групи припав на 1950—1960-і роки. Вплив Бурбакі на математику був величезним у Франції, великим у Бельгії, Швейцарії і Італії, досить значним в США, і менш значним в Англії. В СРСР до них ставилися скоріше скептично.

### Криза
Однак наближалася криза. Одного разу з'явилося таке повідомлення в дадаїстському стилі:
|  | Сімейства Канторів, Гільбертів, Нетерів; сімейства Картанів, Шевалле, Дьєдонне, Вейлів; сімейства Брюа, Діксм'є, Самюель, Шварців; сімейства Картьє, Гротендіків, Мальгранжів, Серрів; сімейства Демазюрів, Дуаді, Жиро, Вердьє; сімейства, що фільтруються вправо, сімейства точних епіморфізмів, мадемуазель Адель і мадемуазель Ідель зі скорботою повідомляють Вас про смерть мсьє Ніколя Бурбакі, їхнього батька, брата, сина, онука, правнука й кузена відповідно, що помер 11 листопада 1968 року в річницю Перемоги в першій світовій війні у своєму будинку в Нанкаго. Кремація відбудеться в суботу, 23 листопада 1968 о 15 годині на «Цвинтарі випадкових величин», станції метро Маркова і Геделя. Збір відбудеться перед баром «Прямих добутків», перехрестя проективних резольвент, колишня площа Косуля. Згідно з волею покійного меса відбудеться в соборі «Богоматері універсальних конструкцій», меса буде проведена кардиналом Алефом 1 у присутності всіх класів еквівалентностей і алгебраїчно замкнених тіл. За хвилиною мовчання спостерігатимуть учні Вищої нормальної школи й класів Ченя. Оскільки Бог є компактификацією Александрова для Всесвіту - Євангеліє від Гротендіка, IV,22 |

Здавалося, це було просто жартом, але справді, між членами групи почався розлад, причому він збігся із кризою всієї академічної науки у Франції, що особливо підсилилося після паризької весни 1968 року. Гротендік, один з найвидатніших учених XX століття, пішов із групи й взагалі з активної математики, інші стали приділяти колективній роботі менше уваги. Книги «Елементів математики» стали виходити значно рідше, на «Семінарі Бурбакі» доповіді стали робити вчені меншого рангу. Останнім опублікованим випуском є 10 розділ «Комутативної алгебри», що побачив світ в 1998 році.

## Елементи математики
Маючи метою створити повністю самодостатню інтерпретацію математики, засновану на теорії множин, група публікувала трактат Éléments de mathématique («Елементи математики» або, точніше, «Засади математики»). Трактат складався із двох частин. Перша частина звалася Les structures fondamentales de l'analyse - «Основні структури аналізу» і містила такі роботи (у дужках наведено оригінальні французькі назви та їх скорочені позначення):
І Теорія множин (Théorie des ensembles — E ) — 4 розділи і підсумок
II Алгебра (Algèbre — A ) — 10 розділів
III Топологія (Topologie générale — TG ) — 10 розділів, підсумок, словник
IV Функції дійсної змінної (Fonctions d'une variable réelle — FVR ) — 7 розділів, словник
V Топологічні векторні простори (Espaces vectoriels topologiques — EVT ) — 5 розділів, підсумки, словник
VI Інтегрування (Intégration — INT ) — 9 розділів
Пізніше стали виходити книги другої частини:
Комутативна алгебра (Algèbre commutative — AC ) — 10 розділів
Групи та алгебри Лі (Groupes et algèbres de Lie — LIE) — 9 розділів
Спектральна теорія (Théories spectrales — TS ) — 2 розділа
Диференційовані та аналітичні многовиди (Variétés différentielles et analytiques — VAR ) — тільки підсумки
Алгебрична топологія (Topologie algébrique — TA) — 4 розділи
У книгах Бурбакі були вперше запроваджені символ для порожньої множини Ø; символи {\displaystyle \mathbb {N} ,\mathbb {Z} ,\mathbb {Q} ,\mathbb {R} ,\mathbb {C} } для множин натуральних, цілих, раціональних, дійсних і комплексних чисел; терміни ін'єкція, сюр'єкція і бієкція; знак «небезпечний поворот» на берегах книги, який показує, що це місце в доведенні можна зрозуміти неправильно. Цей знак застосовував зокрема теоретик-програміст Дональд Кнут.

## Критика «бурбакізму»
У трактаті всі математичні теорії описуються на підставі аксіоматичної теорії множин у дусі крайньої абстракції. Наприклад, визначення звичайного натурального числа 1 в «Теорії множин» дається в такий спосіб:
{\displaystyle \tau _{Z}((\exists u)(\exists U)(u=(U,\{\varnothing \},Z)\land U\subset \{\varnothing \}\times Z\land (\forall x)((x\in \{\varnothing \})\Rightarrow }{\displaystyle (\exists y)((x,y)\in U))\land (\forall x)(\forall y)(\forall y')}
{\displaystyle (((x,y)\in U\land (x,y')\in U)\Rightarrow (y=y'))\land (\forall y)((y\in Z)\Rightarrow (\exists x)((x,y)\in U))))}
Причому, враховуючи, що в цьому записі вже зроблені скорочення (наприклад порожня множина ∅ визначається в мові теорії множин Бурбакі), ми дістаємо, що повний запис звичайної одиниці складається з десятків тисяч знаків! Такий рівень абстракції (причому в трактаті, не присвяченому винятково математичній логіці), зрозуміло, не міг не викликати дорікання.
Представники сучасної математики часто критикують підхід, представлений у книгах Бурбакі, так званий «бурбакізм», звинувачуючи його в зайвій заформалізованості й «винищуванні духу математики». Справді, учасники групи зазвичай були прихильниками чистої математики. Більшість членів групи не приділяла достатньої уваги таким розділам математики, як диференціальні рівняння, теорія ймовірностей або математична фізика, не кажучи вже про такі розділи прикладної математики, як чисельні методи або математичне програмування. Найдужче це стосується їхнього колективного трактату.
Одним із найпомітніших критиків бурбакізму в Росії був академік В. І. Арнольд: „…Ось чому бурбакістська мафія, що заміняє розуміння науки формальними маніпуляціями з незрозумілими «комутативними» об'єктами, так сильна у Франції, і ось що загрожує й нам у Росії“.
Проте слід визнати, що книги Бурбакі вплинули на сучасну математику і авторитет учених, які становили групу, безперечно визнається сучасним математичним товариством.